# Pleurobranchaea catherinae
Pleurobranchaea catherinae is een slakkensoort uit de familie van de Pleurobranchaeidae. De wetenschappelijke naam van de soort is voor het eerst geldig gepubliceerd in 2001 door Dayrat.